# Txeliabinskita
La txeliabinskita és una espècie mineral no aprovada per la IMA. La classificació de Nickel-Strunz classifica el mineral com a sulfat. La txeliabinskita és una substància d'origen antropogènic (escombreres de carbó que cremen). Les regles actuals de l'IMA no accepten substàncies d'aquestes característiques com a mineral, és per això que va ser rebutjada com a tal l'any 1986; a més a més, és possible que sigui identica a la thaumasita. Presenta fluorescència blava sota llum ultraviolada i bull intensament en HCl, tot deixant un residu silicic. Va ser descrita per primer cop a la conca de carbó de Txeliàbinsk als Urals (Rússia).